# Rosières-en-Haye
Rosières-en-Haye é uma comuna francesa na região administrativa de Grande Leste, no departamento de Meurthe-et-Moselle. Estende-se por uma área de 10,74 km². Em 2010 a comuna tinha 240 habitantes (densidade: 22,3 hab./km²).